# Phrurotimpus alarius
Phrurotimpus alarius là một loài nhện trong họ Phrurolithidae.
Loài này thuộc chi Phrurotimpus. Phrurotimpus alarius được Nicholas Marcellus Hentz miêu tả năm 1847.